# Saint-Félicien
Saint-Félicien é uma comuna francesa na região administrativa de Auvérnia-Ródano-Alpes, no departamento de Ardèche. Estende-se por uma área de 21,44 km². Em 2010 a comuna tinha 1 189 habitantes (densidade: 55,5 hab./km²).